# Caja 18 de Septiembre
CCAF 18 de Septiembre, simplemente conocida como Caja 18, es una caja de compensación de asignación familiar fundada en Chile en septiembre de 1969 por iniciativa de la Sociedad de Fomento Fabril (SOFOFA). Al igual que las demás cajas de compensación, es una corporación de derecho privado, sin fines de lucro. Su objeto es la administración de prestaciones de seguridad social que tiendan al desarrollo y bienestar de trabajadores dependientes e independientes, pensionados y sus respectivos grupos familiares, protegiéndolos de contingencias sociales y económicas que los puedan afectar.
Inicialmente se denominó CCAF Obrera de la Sociedad de Fomento Fabril, en atención a que fue creada por dicha sociedad, modificando su nombre a CCAF 18 de Septiembre en el año 1978, en conmemoración a la fecha de aniversario de la independencia de Chile. Un hito importante en su desarrollo es la fusión que se produjo por acuerdo de voluntades con la CCAF Javiera Carrera en enero de 2001.
Desde el 1 de enero de 2014 está siendo intervenida por la Superintendencia de Valores y Seguros (SVS) por algunas irregularidades detectadas en su directorio anterior, que era presidido por Pedro Lizana Greve, expresidente de la SOFOFA.
En el año 2012, CCAF 18 de Septiembre poseía aproximadamente un 17,1% de participación de mercado por empresas afiliadas, y un 9,7% de participación por número de trabajadores afiliados.
A junio de 2013 era la tercera caja de compensación más grande de Chile, con más de 600 000 afiliados y un 11% de participación de mercado (número total de afiliados, considerando dependientes, independientes y pensionados), de acuerdo a la información proporcionada por la Asociación Gremial de Cajas de Compensación.

## Historia
- 1953: Se constituye el concepto de Asignación Familiar y se crean las cajas de compensación de asignación familiar en Chile por el DFL N° 245 de julio de 1953, como parte integrante del sistema de previsión social chileno.[3]
- 1969: Se crea la Caja de Compensación Obrera de la Sociedad de Fomento Fabril, y su ámbito de acción se encuentra circunscrito a la administración de la Asignación Familiar para los trabajadores de sus empresas afiliadas, principalmente miembros de la SOFOFA.
- 1976: El Decreto Ley N°1.596 permite que se incorporen a las Cajas de Compensación los empleados particulares, y libera la adhesión de empresas por rubro.
- 1977: El Decreto Ley N°2.062 faculta a las Cajas de Compensación para la administración de los Subsidios de Cesantía e Incapacidad Laboral, y otras prestaciones previsionales.
- 1989: El nuevo estatuto para las Cajas de Compensación (Ley N°18.833) amplía las funciones de las CCAF, permitiendo mejorar la cobertura de los beneficios entregados y ampliar sus fuentes de ingresos.[4]
- 1991: Se crea la Asociación Gremial de Cajas de Compensación (Cajas de Chile).
- 1995: Ley N°19.281 faculta a las CCAF para administrar cuentas de ahorro para la vivienda y para constituir o formar parte de Sociedades Administradoras de Leasing Habitacional.[5]
- 1997: La Ley N°19.539 autorizó la afiliación individual de pensionados de cualquier régimen, salvo excepciones legales.[6]
- 2001: Fusión con la CCAF Javiera Carrera, fundada en la V Región en 1955 por la Asociación de Industriales de Valparaíso y Aconcagua (ASIVA).
- 2002: La Ley N°19.728 faculta a las CCAF para la constitución de Sociedades Administradoras de Fondos de Cesantía (AFC).
- 2007: La Ley N°20.233 permite la afiliación de empleados del sector público a las Cajas de Compensación, incorporándose a los beneficios del sistema.[7]
- 2008: Se faculta a las Cajas para otorgar a los afiliados créditos hipotecarios hasta 30 años plazo.[8] Asimismo, aumenta el plazo de restitución de los créditos sociales hasta siete años. Permite a las Cajas el otorgamiento de crédito universal con garantía CORFO.
- 2009: La Superintendencia de Seguridad Social imparte normativas de gestión de riesgo, liquidez, crédito y de mercado.
- 2010: La Superintendencia de Seguridad Social imparte normativa para la adopción de Normas Internacionales de Información Financiera.